# Propaganda de escravos brancos

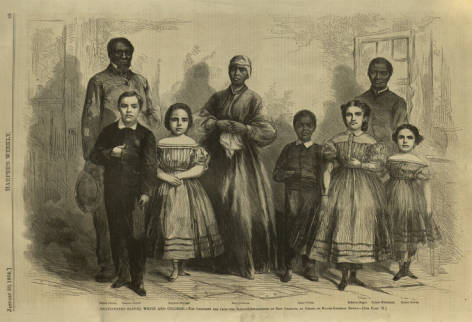
Uma xilogravura (baseada em uma fotografia) publicada no Harper's Weekly em 30 de janeiro de 1864 com a legenda "ESCRAVOS EMANCIPADOS, BRANCOS E COLORIDOS".

Propaganda de escravos brancos é o termo dado à publicidade, especialmente fotografias e xilogravuras, e também romances, artigos e palestras populares sobre escravos de raça mista e aparência branca, que foram usados durante e antes da Guerra Civil Americana para promover o abolicionista causar e arrecadar dinheiro para a educação de ex-escravos. As imagens incluíam crianças com traços predominantemente europeus fotografados ao lado de escravos adultos de pele escura com traços tipicamente africanos. Pretendia-se chocar o público com um lembrete de que os escravos compartilhavam sua humanidade e evidências de que os escravos não pertenciam à categoria do "Outro".

## Contexto histórico
A exploração sexual de escravos por seus senhores, filhos de mestres, superintendentes ou outros homens brancos poderosos era tão comum nos Estados Unidos que era rotineira. (Ver Filhos da plantação) No censo de 1860, os escravos de raça mista constituíam cerca de 10% dos 4 milhões de escravos enumerados; eles eram mais numerosos no sul superior. A escravidão existia há mais tempo lá e, nas propriedades geralmente menores, os escravos viviam mais de perto com os trabalhadores e senhores brancos, levando a mais contato com os brancos. Acredita-se que cerca de 5% dos escravos nascidos no sul dos EUA sejam pais de senhores brancos.  
Uma análise da WPA Slave Narrative Collection, coletada na década de 1930, mostra que, quando as mulheres discutiam a parentalidade, cerca de um terço dessas mulheres ex-escravas disseram ter dado à luz uma criança com um pai branco ou eram elas mesmas o filho de um pai branco. A situação desses escravos de raça mista, especialmente quando crianças, era frequentemente divulgada como uma maneira de promover a causa abolicionista.
Também houve declarações públicas de ativistas pró-escravidão que queriam legalizar a escravidão em todo o país, anulando as proibições estatais, e que não havia razão para que a escravidão fosse limitada aos negros. Segundo eles, os trabalhadores brancos do norte teriam uma vida melhor como escravos.

## Uso abolicionista de "escravos brancos"

### Ficção
O primeiro romance abolicionista, The Slave: or Memoirs of Archy Moore, publicado em 1836 pelo famoso historiador Richard Hildreth, apresenta um herói escravizado, filho de um plantador branco e uma mãe escravizada, que é filha de um branco plantador, para que ele possa afirmar que "do lado do pai e da mãe, eu corria nas veias, o melhor sangue da Virgínia". Quando ele decide fugir junto com sua irmã, eles não têm problemas "em se passar por cidadãos brancos", e o título da edição extensa de 1852 faz uma referência à brancura do herói: O Escravo Branco; ou Memórias de um fugitivo.
O personagem de Eliza no romance de 1852, Tio Tom's Cabin, foi descrito como um escravo de 1/4 negro (ascendência negra), cujo filho também parecia ser "quase branco".
Outro romance abolicionista popular da época foi Ida May, de Mary Hayden Pike: uma história das coisas reais e possíveis (1854), uma história sobre um escravo "branco". Em 1855, Mary Mildred Botts, uma jovem escrava branca, ganhou liberdade com a ajuda do senador Charles Sumner, de Massachusetts, que a adotou. Ela foi considerada a personificação de Ida May. Foram publicados artigos sobre ela no Boston Telegraph e no New York Times, e cópias de sua fotografia foram amplamente divulgadas. Botts apareceu no palco durante discursos de Sumner e outros abolicionistas. Em 19 e 20 de maio de 1856, Sumner falou no Senado, comparando as posições políticas do sul com a exploração sexual de escravos que ocorriam no sul. Dois dias depois, Sumner foi espancado quase até a morte no plenário do Senado no Capitólio pelo representante Preston Brooks, da Geórgia, conhecido como cabeça quente.
Três décadas após a Proclamação da Emancipação, o romance de Frances Harper, de 1892, Iola Leroy, ou Shadows Uplifted, conta a história de uma família "de cor" antes e depois da emancipação. Com exceção da avó de Iola, que é "inconfundivelmente colorida", todos os membros da família têm tanta ascendência européia que podem facilmente passar por branco. Quando o tio de Iola, Robert Johnson, escapa da escravidão e se distingue no exército da União, um oficial branco o compara aos outros ex-escravos entre seus soldados: "Você não se parece com eles, não fala como eles. É uma pena que tenha mantido um homem como você em escravidão" Johnson responde: "Não acho que tenha sido pior ter me mantido em escravidão do que o homem mais negro do sul".

### Não-ficção
Relatos de não-ficção escritos por escravos de raça mista escapados que usavam sua aparência européia para "passar pelo branco" e obter liberdade incluem Ellen Craft: Correndo Mil Milhas pela Liberdade (em co-autoria com seu marido William). Com ascendência majoritariamente branca, Craft também costumava aparecer como orador no circuito abolicionista de palestras.
Os Crafts e outros abolicionistas também divulgaram a vida de Salomé Müller, um imigrante alemão órfão quando criança, logo após sua chegada a Nova Orleans. Embora Muller (mais tarde conhecida como Sally Miller) fosse completamente descendente de europeus, ela se tornou escravizada quando criança, tratada como uma escrava de raça mista. A ameaça de garotas brancas serem apreendidas e lançadas na escravidão levou Parker Pillsbury a escrever para William Lloyd Garrison: "Uma pele branca não é segurança alguma. Não deveria me atrever a enviar crianças brancas para brincar sozinhas, principalmente à noite... do que ousá-las em uma floresta de tigres e hienas."
Fannie Virginia Casseopia Lawrence era uma jovem escrava branca libertada no início de 1863. Ela foi adotada por Catherine S. Lawrence, de Nova York, e batizada por Henry Ward Beecher, na Igreja Congregacional de Plymouth, no Brooklyn, Nova York. Carte de visite fotografias dela também foram vendidas para arrecadar dinheiro para a causa abolicionista.

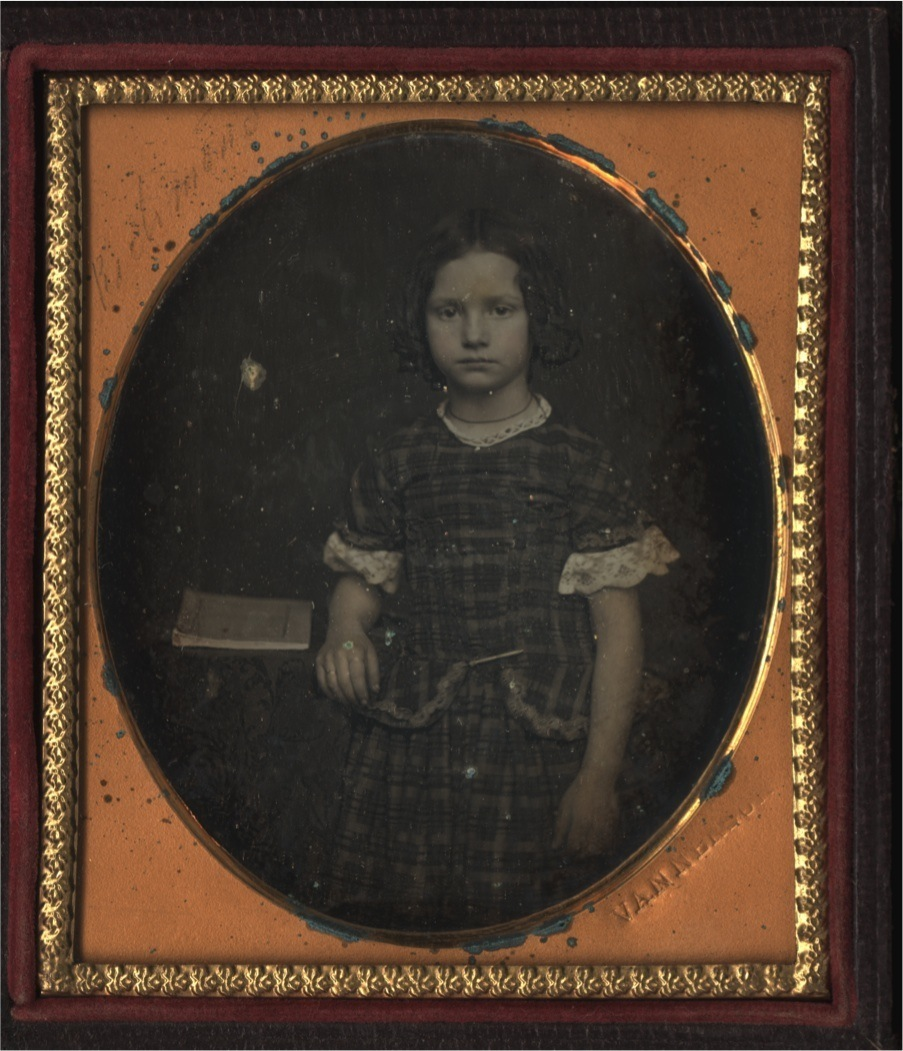
Mary Mildred Botts em um daguerreótipo de 1855
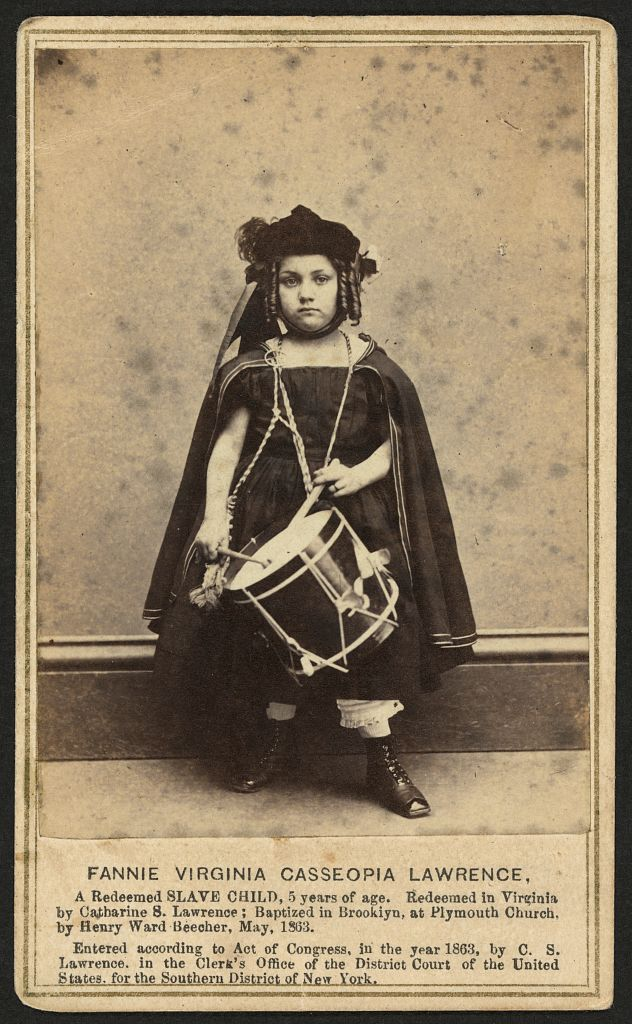
Fannie Virginia Casseopia Lawrence, uma escrava libertada no início de 1863
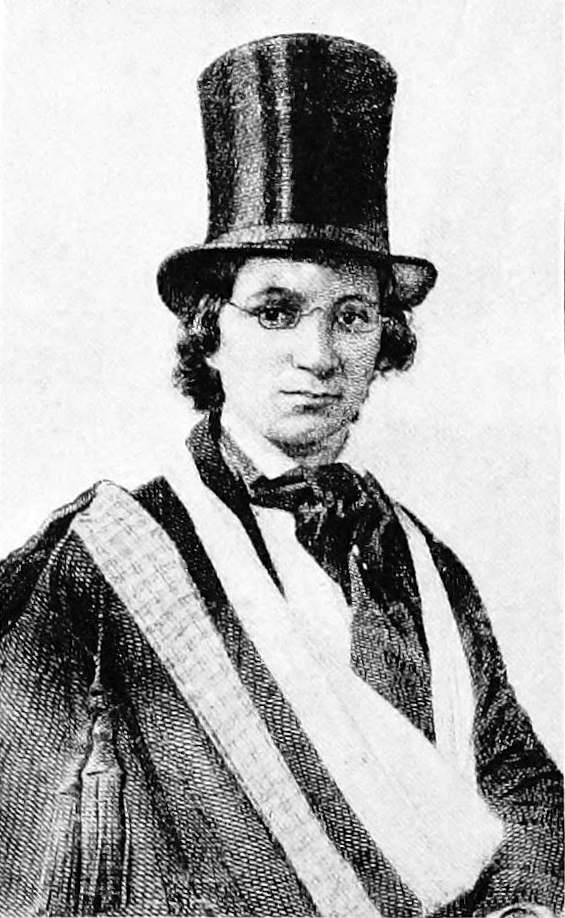
Gravura de Ellen Craft com base em um c. Foto de 1860

### Um caso especial: escravos libertados da Louisiana

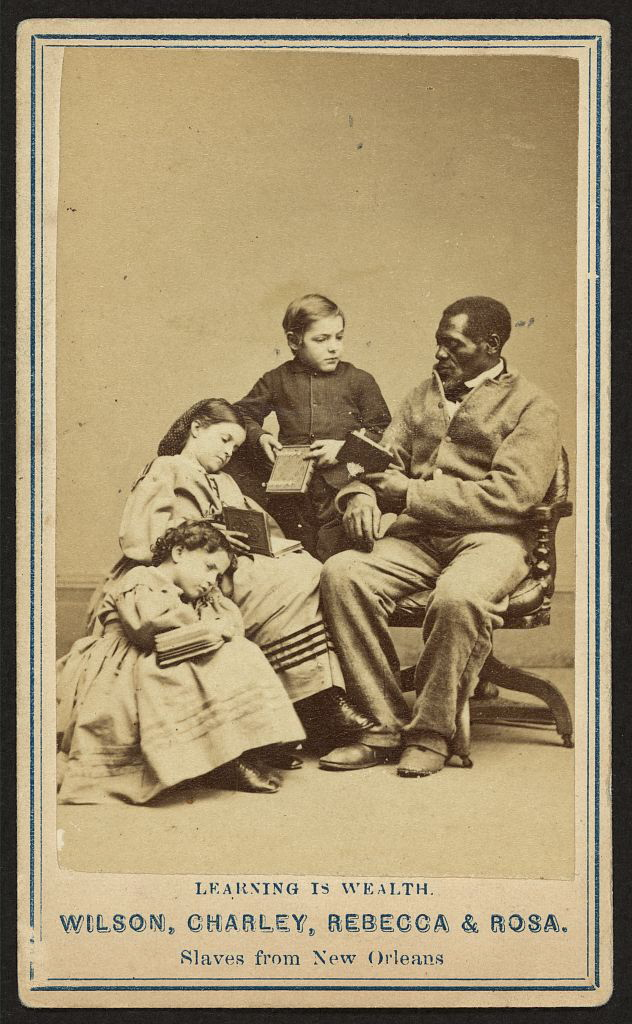
Quatro ex-escravos - três filhos e um homem adulto, todos com livros nas mãos; a imagem é intitulada "Aprender é riqueza"

Em 1863, na Louisiana, 95 escolas para libertos, servindo 9.500 estudantes, estavam ativas em áreas controladas pelo Exército da União. Era necessário financiamento para continuar a administrar as escolas. A National Freedman's Association, a American Missionary Association e os oficiais da União lançaram uma campanha publicitária para arrecadar dinheiro com a venda de fotos carte-de-visite (CDV) de oito ex-escravos, cinco crianças e três adultos. Os ex-escravos foram acompanhados em uma excursão pela Filadélfia e Nova York pelo coronel George H. Hanks. Uma xilogravura, baseada em uma fotografia dos ex-escravos, apareceu no Harper's Weekly em janeiro de 1864 com a legenda "ESCRAVOS EMANCIPADOS, BRANCOS E COLORIDOS". Quatro das crianças eram predominantemente brancas, embora tivessem nascido como escravas.
Os ex-escravos viajaram de Nova Orleans para o norte. Destes, quatro crianças pareciam ser brancas ou 1/8 negro. De acordo com o semanário do harpista artigo, eles foram "'branco;' 'muito justo;' 'de raça branca sem mistura.' Sua pele clara contrastava fortemente com a dos três adultos, Wilson, Mary e Robert; e o do quinto filho, Isaac - um menino negro de oito anos; mas, no entanto, [mais] inteligente do que seus companheiros mais brancos.'
O grupo estava acompanhado pelo coronel Hanks, do 18º Regimento de Infantaria. Eles posaram para fotos na cidade de Nova York e na Filadélfia. As imagens resultantes foram produzidas no formato carte de visite e foram vendidas por 25 centavos cada, com os lucros da venda direcionados ao major-general Nathaniel P. Banks, na Louisiana, para apoiar a educação dos libertos. Cada uma das fotos observou que o produto da venda seria "dedicado à educação de pessoas de cor".
Das muitas impressões encomendadas, pelo menos vinte e duas ainda existem hoje. A maioria foi produzida por Charles Paxson e Myron Kimball, que tiraram a foto do grupo que mais tarde apareceu como uma xilogravura no Harper's Weekly. Um retrato de Rebecca foi tirado por James E. McClees, da Filadélfia.

## Análise moderna

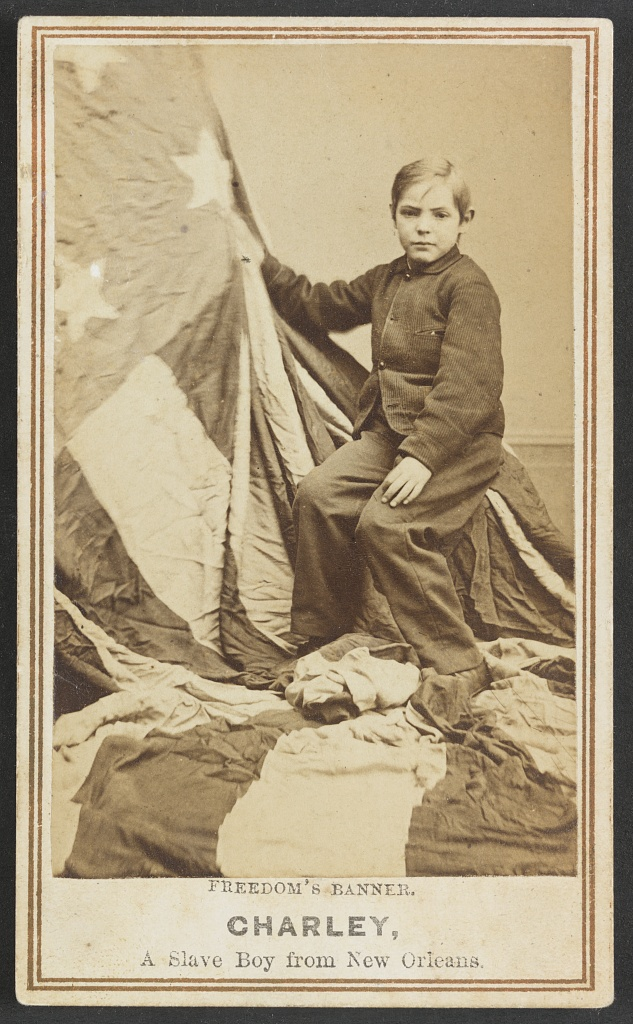
Charley Taylor segurando uma bandeira americana. Charley era filho de Alexander Withers e um dos escravos de Withers. Withers vendeu Charley a um traficante de escravos e ele foi vendido novamente em Nova Orleans.

Os estudiosos modernos examinaram os motivos e o sucesso da campanha de escravos brancos. Mary Niall Mitchell, em "Sangue Rosa ou Branco Puro, ou assim parecia" argumenta que, porque os escravos eram retratados como brancos, tanto pela cor da pele quanto pelo estilo de vestir, os abolicionistas poderiam argumentar que a Guerra Civil era independente de status de classe. Os defensores da guerra acreditavam que isso era necessário após os protestos em Nova York naquele ano. Multidões irlandesas predominantemente étnicas protestaram contra o projeto de lei, já que homens mais ricos podiam comprar substitutos em vez de servir na guerra.
Carol Goodman, em "Visualizando a linha de cores", argumentou que as fotos aludiam ao abuso físico e sexual das mães das crianças. Ao publicar a foto dos oito ex-escravos, o editor da Harper's Weekly escreveu que a escravidão permite que "os escravos "senhores" [para] seduzir [as] mulheres mais amigas e indefesas". O espectro de garotas "brancas" sendo vendidas como "garotas chiques" ou concubinas nos mercados de escravos do sul pode ter causado as famílias do norte a temerem pela segurança de suas próprias filhas. Da mesma forma, a ideia de que os pais de escravos brancos venderiam seus próprios filhos nos mercados de escravos levantou as preocupações dos nortistas.
Gwendolyn DuBois Shaw, em "Retratos de um povo", argumentou que o uso de adereços, como a bandeira e os livros americanos, ajudou a fornecer contexto para os telespectadores do norte e também a enfatizar que o objetivo das fotos era arrecadar dinheiro para a educação de ex-escravos, financiando escolas na Louisiana. Ela também observou que o uso de crianças "brancas" para ilustrar os danos causados pela escravidão institucional, cujas vítimas eram pessoas de cor predominantemente visível, demonstrava o racismo contemporâneo das sociedades do sul e do norte.